# Рид, Гаррисон (политик)
Гаррисон Рид (англ. Harrison Reed; 26 августа 1813, Литтлтон, Массачусетс — 25 мая 1899, Джексонвилль, Флорида) — американский политик, член Республиканской партии, 9-й губернатор штата Флорида (1868—1873).

## Биография
В 1836 году приехал в Милуоки. Он работал в газетах сначала в Милуоки, а затем в Мэдисоне. Женился в 1841 году на Аманде Анне Луизе Тернер. У пары было четверо детей, двое из которых умерли в детстве.
В 1861 году Рид переехал в Вашингтон, округ Колумбия, получив работу в Министерстве финансов США. Его жена умерла в следующем году. В 1863 году он переехал во Флориду, где встретился с Хлоей Меррик, которая учила детей вольноотпущенников.
Рид 4 июля 1868 году сменил Дэвида Уокера на посту губернатора Флориды. Он назначил секретарём штата Джонатана Кларксона Гиббса, который стал первым чернокожим на этой должности. Рид женился 10 августа 1869 на Хлое Меррик в Уилмингтоне, Северная Каролина. Пара имела ребёнка. В 1873 году Рид передал полномочия губернатора штата Оссиану Харту.
В 1889—1893 годах Рид был почтмейстером в Джексонвилле.
Рид-стрит в Джексонвилле была названа в честь Гаррисона Рида.